# Giancarlo Ferrero
Giancarlo Ferrero (Bra, 29 agosto 1988) è un cestista italiano, che gioca come ala, nella Pallacanestro Brescia.

## Carriera

### Club
Dopo aver mosso i primi passi nell'Abet Basket Team '71, nella stagione 2003-04 è passato nel settore giovanile della Junior Libertas Pallacanestro.
Nel 2004-05, sempre con la Junior, giunge primo nel girone A di Serie B d'Eccellenza ottenendo la promozione in Legadue, oltre alla vittoria della Coppa Italia di Serie B d'Eccellenza.
Dal 2006 al 2009 viene prestato prima in Serie C1 a Valenza con cui vince il campionato, poi alla Virtus Siena in Serie B1 vincendo la Coppa Italia A Dilettanti, infine ad Osimo segnando una media di 20,2 punti in regular season.
Nella stagione 2009-10 torna in pianta stabile, a Casale Monferrato, raggiungendo il 4º posto in Legadue con l'eliminazione in semifinale dei play-off, per mano della Dinamo Sassari.
Nel 2010-11, con la squadra di Casale vince la regular season: nei play-off contribuisce alla prima promozione in Serie A della storia casalese. Sempre nella stessa stagione, alle Final Four di Coppa Italia di Novara (svoltasi il 27 febbraio 2011), nell'intervallo della finale fra Veroli e Imola, Giancarlo si è aggiudicato lo Slam Dunk Contest, risultando il più apprezzato dalla giuria presieduta da Carlton Myers.

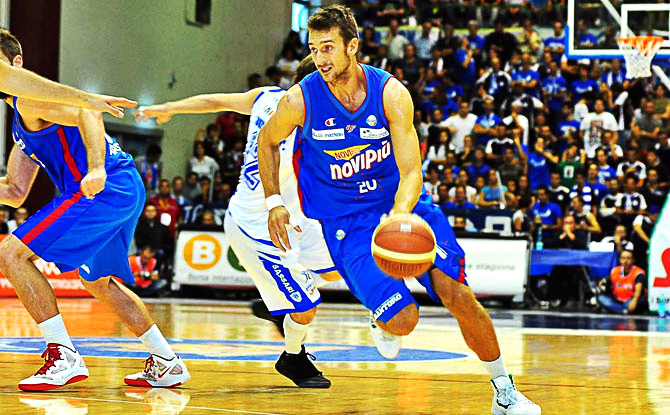
Ferrero in azione con la maglia della Junior Casale nel 2011.

Nel 2011-12 inizia la stagione nella massima serie con la Junior Casale, a marzo 2012 passa in prestito alla Biancoblù Bologna (Legadue) dove, in cinque partite, contribuisce al raggiungimento della salvezza, ricevendo apprezzamenti anche dal pubblico del PalaDozza. Nel 2012-13 torna alla Junior Casale (in Legadue), con la quale centra il 3º posto in regular season e la semifinale play-off.
Nel 2013 passa alla Pallacanestro Trapani, diventandone capitano, nella stagione successiva (2014-2015).

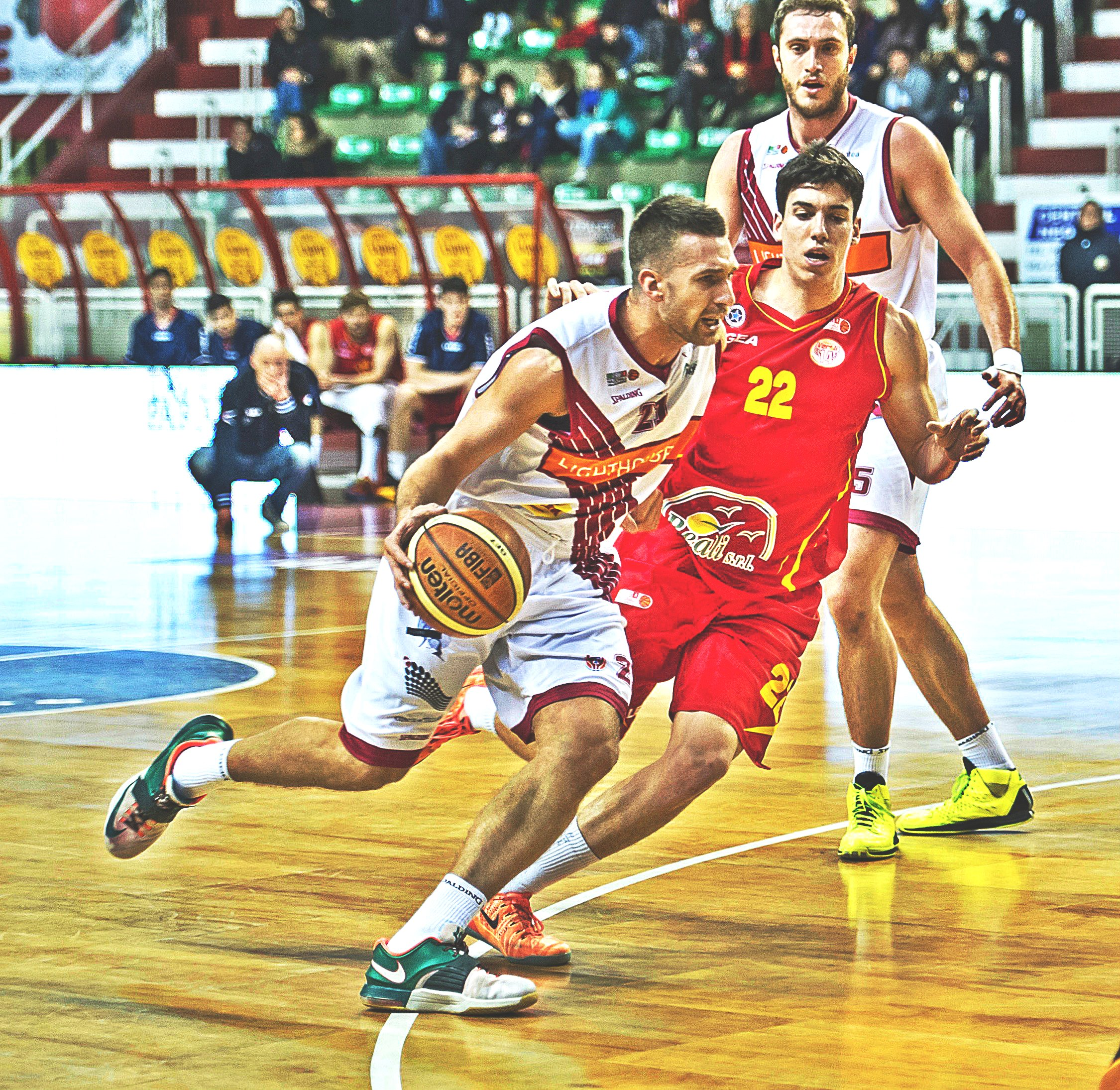
Ferrero in azione con la maglia della Pallacanestro Trapani nella stagione 2014-2015.

Nel luglio 2015, firma un contratto biennale con la Pallacanestro Varese e nella sua prima stagione con i biancorossi lombardi, centra un nono posto nella stagione regolare; inoltre con Varese raggiunge le Final Four di FIBA Europe Cup. Nel corso della stagione 2016-17 il coach della Pallacanestro Varese Attilio Caja lo sposta stabilmente nel quintetto nel ruolo di ala grande. Nel corso delle stagioni successive si conferma come un'ala dotata di solidità e continuità, diventando il capitano della squadra.
Nel luglio 2023, dopo otto stagioni, lascia Varese e approda alla Pallacanestro Trieste.
Il 25 luglio 2024, firma con la Pallacanestro Brescia.

### Nazionale
Con la maglia azzurra, ha esordito in nazionale maggiore nel 2009, dove conta 5 presenze e 34 punti. Ha partecipato agli Europei Under 18 del 2006 e Under 20 del 2008. Nelle formazioni giovanili ha totalizzato 37 presenze e 228 punti. Ha partecipato anche alle Universiadi nel 2009; nel 2012 è stato convocato nella Nazionale Sperimentale dal Settore Squadre Nazionali per il doppio raduno collegiale (Folgaria e Roma) e le quattro amichevoli contro Grecia e Francia.

## Palmarès
- Serie B d'Eccellenza: 1

Casale Monferrato: 2004-2005
- Serie C1: 1

Valenza: 2006-2007